# Cosima Clotten
Cosima Clotten (* 24. Mai 2000) ist eine deutsche Ruderin.

## Karriere
Clotten gewann zusammen mit Luise Asmussen die Bronzemedaille bei den U23-Weltmeisterschaften 2019 im Leichtgewichts-Doppelzweier. 2020 gewannen die beiden in der gleichen Bootsklasse die Bronzemedaille bei den U23-Europameisterschaften. Bei den Europameisterschaften 2020 gewann sie mit Elisabeth Mainz, Marion Reichardt und Katrin Volk die Silbermedaille im Leichtgewichts-Doppelvierer hinter dem Boot aus Italien.

## Internationale Erfolge
- 2019: Bronzemedaille U23-Weltmeisterschaften im Leichtgewichts-Doppelzweier
- 2020: Bronzemedaille U23-Europameisterschaften im Leichtgewichts-Doppelzweier
- 2020: Silbermedaille Europameisterschaften im Leichtgewichts-Doppelvierer